# Shutesbury
Shutesbury – miasto w Stanach Zjednoczonych, w stanie Massachusetts, w hrabstwie Franklin.